# Mu (Zhou-König)
Mu, König von Zhou (chinesisch: 周穆王; Pinyin: Zhōu Mù Wáng) war der fünfte König der chinesischen Zhou-Dynastie (Westliche Zhou-Dynastie). Er regierte von 956 v. Chr. bis 918 v. Chr.

## Leben
Mu, dessen persönlicher Name Man (滿, mǎn) war, kam auf den Thron, nachdem sein Vater und Vorgänger Zhao im Krieg gegen Chu ums Leben gekommen war. Nach dieser schweren Niederlage des Hauses Zhou führte Mu einige Veränderungen ein. Erstmals wurden hohe Ämter an Personen vergeben, die mit dem König in keinem offensichtlichen Verwandtschaftsverhältnis standen, weswegen Mu mit dem Beginn der bürokratischen Regierungsweise in Verbindung gebracht wird. Das Militär wurde reformiert und professionalisiert. Mu wird auch das erste systematische Gesetzbuch zugeschrieben. Das Ritual schüttelte während Mus Regierungszeit Elemente aus der Zeit der Shang-Dynastie ab; anhand der gefundenen Ritualbronzen lässt sich ein Übergang von privaten Zeremonien im Familienkreis zu Ritualen, die von Spezialisten vor großem Publikum durchgeführt werden, nachvollziehen.
Für das 12. und 13. Regierungsjahr von König Mu berichten die Bambusannalen von einem Krieg gegen die Xurong, ein Volk, das wahrscheinlich im heutigen Jiangsu gelebt hat. Xurong, das ein Bündnis mit 36 kleineren Staaten Ostchinas gebildet hatte, griff das Zhou-Kernland von Osten aus an, zunächst Chengzhou, dann sogar Zongzhou. Das Haus Zhou konnte sich erfolgreich verteidigen und die Xurong besiegen.
Während der Regierungszeit von König Mu herrschte in den Lehensstaaten, die König Cheng an seine engen Verwandten vergeben hatte, bereits die dritte Generation der jeweiligen Herrscherclans. Die Bindung zum Hause Zhou und der Urheimat im Tal des Wei-Flusses nahm ab, so dass der König sich auf die persönlichen Beziehungen bzw. das Verwandtschaftsverhältnis nicht mehr verlassen konnte. Letzten Endes musste der die Unabhängigkeit der Lehensstaaten faktisch anerkennen.

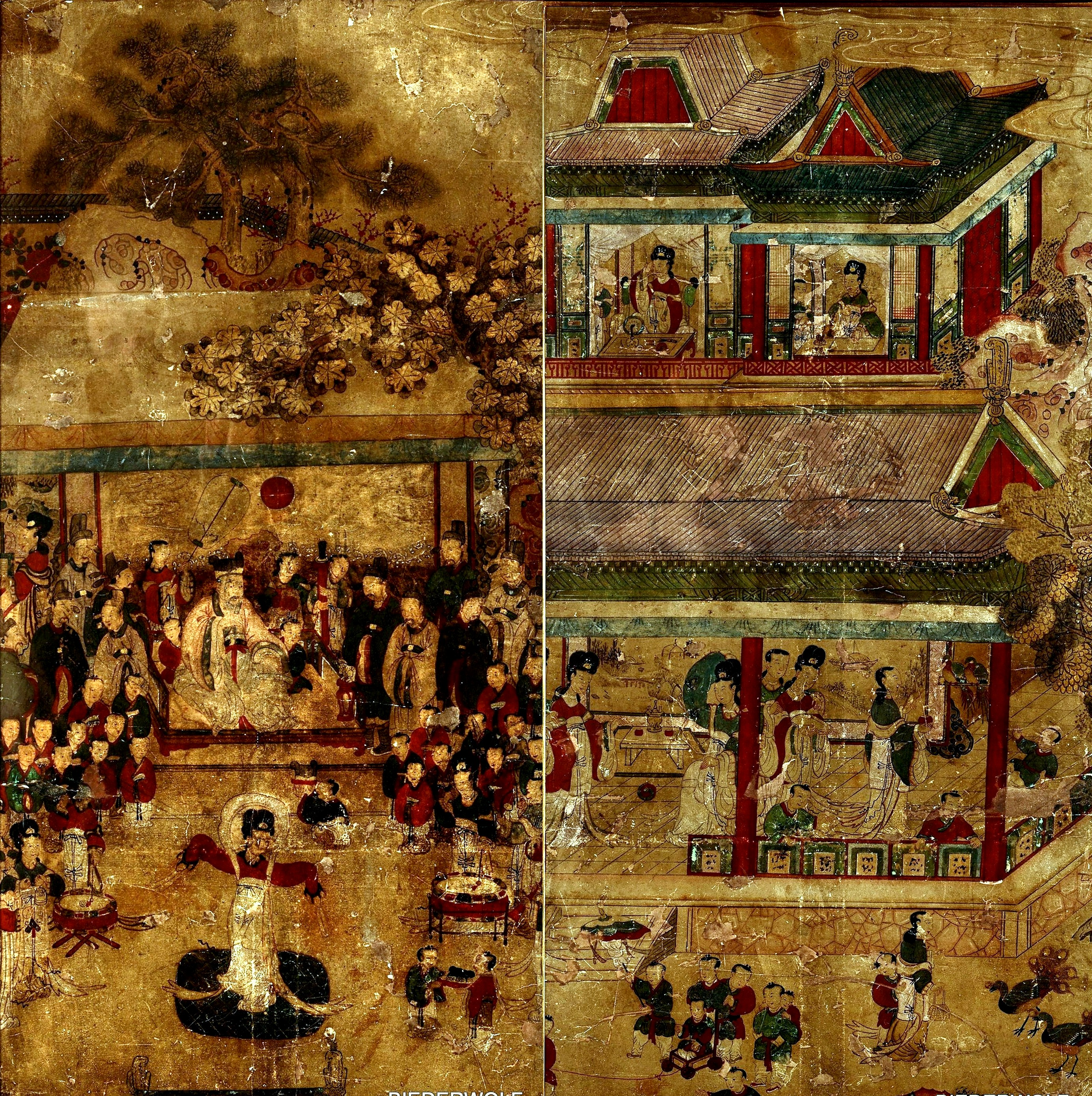
König Mu und die Königinmutter des Westens, Darstellung aus der koreanischen Joseon-Dynastie

Um König Mu rankt sich die Legende einer Fernbeziehung zur Königinmutter des Westens. Seine angebliche Reise in den Westen, wo er die Königinmutter besuchen wollte, wurde im 4. Jahrhundert im Werk Geschichte des Himmelssohns Mu (穆天子傳, Mù Tiānzǐ Zhuàn) romantisiert. Wenngleich das Werk fiktional ist, zeigt es die Interaktion des Zhou-Reiches zur Zeit von König Mu mit seinen Nachbarn im Norden: Man handelte Objekte aus Gold und Silber sowie Getreide und bekam im Gegenzug Tiere, vor allem Pferde. Fundstücke aus Gräbern im heutigen Nordchina belegen diese Angaben.

## Familie
| König Zhao von Zhou 周昭王 | König Zhao von Zhou 周昭王 | König Zhao von Zhou 周昭王 | König Zhao von Zhou 周昭王 | König Zhao von Zhou 周昭王 | König Zhao von Zhou 周昭王 |                            |                            | ?                          | ?                          | ? | ? | ?                          | ?                          |                            |                            |                            |                            |
| König Zhao von Zhou 周昭王 | König Zhao von Zhou 周昭王 | König Zhao von Zhou 周昭王 | König Zhao von Zhou 周昭王 | König Zhao von Zhou 周昭王 | König Zhao von Zhou 周昭王 |                            |                            | ?                          | ?                          | ? | ? | ?                          | ?                          |                            |                            |                            |                            |
|                            |                            |                            |                            |                            |                            |                            |                            |                            |                            |   |   |                            |                            |                            |                            |                            |                            |
|                            |                            |                            |                            | König Mu von Zhou 周 穆王  | König Mu von Zhou 周 穆王  | König Mu von Zhou 周 穆王  | König Mu von Zhou 周 穆王  | König Mu von Zhou 周 穆王  | König Mu von Zhou 周 穆王  |   |   | ?                          | ?                          | ?                          | ?                          | ?                          | ?                          |
|                            |                            |                            |                            | König Mu von Zhou 周 穆王  | König Mu von Zhou 周 穆王  | König Mu von Zhou 周 穆王  | König Mu von Zhou 周 穆王  | König Mu von Zhou 周 穆王  | König Mu von Zhou 周 穆王  |   |   | ?                          | ?                          | ?                          | ?                          | ?                          | ?                          |
|                            |                            |                            |                            |                            |                            |                            |                            |                            |                            |   |   |                            |                            |                            |                            |                            |                            |
|                            |                            |                            |                            |                            |                            |                            |                            |                            |                            |   |   |                            |                            |                            |                            |                            |                            |
|                            |                            |                            |                            | König Gong von Zhou 周共王 | König Gong von Zhou 周共王 | König Gong von Zhou 周共王 | König Gong von Zhou 周共王 | König Gong von Zhou 周共王 | König Gong von Zhou 周共王 |   |   | König Xiao von Zhou 周孝王 | König Xiao von Zhou 周孝王 | König Xiao von Zhou 周孝王 | König Xiao von Zhou 周孝王 | König Xiao von Zhou 周孝王 | König Xiao von Zhou 周孝王 |